# Kanton Lisieux-3
Kanton Lisieux-3 (fr. Canton de Lisieux-3) byl francouzský kanton v departementu Calvados v regionu Dolní Normandie. Skládal se ze 13 obcí, zrušen byl v roce 2015.

## Obce kantonu
- La Boissière
- La Houblonnière
- Lessard-et-le-Chêne
- Lisieux (část)
- Le Mesnil-Eudes
- Le Mesnil-Simon
- Les Monceaux
- Le Pré-d'Auge
- Prêtreville
- Saint-Désir
- Saint-Germain-de-Livet
- Saint-Jean-de-Livet
- Saint-Pierre-des-Ifs